# Lucido Conti
Lucido Conti (Rome - Bologne, 9 septembre 1437) fut un pseudo-cardinal de l'Église catholique.
Sa mère est une nièce du cardinal Gentile di Sangro (1378). Il est de la famille des papes Innocent III, Grégoire IX, Alexandre IV et Innocent XIII et l'oncle du cardinal Giovanni Conti (1483) et le grand-oncle du cardinal Francesco Conti (1517). D'autres cardinaux de la famille Conti sont Giovanni dei conti di Segni (1200), Ottaviano dei conti di Segni (1205), Carlo Conti (1604), Giannicolò Conti (1664) et Bernardo Maria Conti, O.S.B.Cas. (1721).

## Biographie
Lucido Conti est protonotaire apostolique. Le antipape Jean XXIII le crée cardinal lors du consistoire du 6 juin 1411. Le cardinal Conti participe au concile de Constance et il participe au conclave de 1417, lors duquel Martin V est élu, et au conclave de 1431 (élection d'Eugène IV).
Conti est camerlingue du Sacré Collège en 1431-1437 et est archiprêtre de la basilique du Latran et légat apostolique à Bologne.